# Скіндзеж
Скіндзеж (пол. Skindzierz) — село в Польщі, у гміні Корицин Сокульського повіту Підляського воєводства.
Населення — 234 особи (2011).
У 1975-1998 роках село належало до Білостоцького воєводства.

## Демографія
Демографічна структура станом на 31 березня 2011 року:
|          | Загалом | Допрацездатний вік | Працездатний вік | Постпрацездатний вік |
| -------- | ------- | ------------------ | ---------------- | -------------------- |
| Чоловіки | 118     | 22                 | 79               | 17                   |
| Жінки    | 116     | 24                 | 64               | 28                   |
| Разом    | 234     | 46                 | 143              | 45                   |